# Qizil Arslan
Qizil Arslan ou Kizil Arslan, de son nom complet Muzaffar ed-Din Kizil Arslan Othmân fut un atabeg d'Azerbaïdjan de 1186 à 1191.
Frère de l'atabeg Pahlavan, il lui succéda sur le trône et continua la lutte contre les seldjoukides. Après avoir écrasé une rébellion d'un de ses vassaux, il envahit Shamakhy et Derbent, et déposa le dernier sultan seldjoukide Toghrul III en 1191. Il se proclama alors sultan, mais fut assassiné la même année.
Son empire fut partagé entre ses trois fils, qui s'entre-déchirèrent et affaiblirent considérablement la dynastie qui disparait en 1225.
- Kutlugh Inany (1191-1195)
- Nusrat ed-din Abuker (1191-1210)
- Modhaffer ed-din Uzbek (1210-1225)